# Летняя (приток Тёды)
Ле́тняя — река в России, течёт по территории Виноградовского и Верхнетоемского районов Архангельской области. Левая составляющая реки Тёда. Длина реки составляет 10 км.

## Данные водного реестра
По данным государственного водного реестра России относится к Двинско-Печорскому бассейновому округу, водохозяйственный участок реки — Северная Двина от впадения реки Вычегда до впадения реки Вага, речной подбассейн реки — Северная Двина ниже места слияния Вычегды и Малой Северной Двины. Речной бассейн реки  — Северная Двина.
Код объекта в государственном водном реестре — 03020300112103000027876.